# Enilda Rosa Vega
Enilda Rosa Vega Borja (Montería, 30 de agosto de 1965) es una actriz colombiana, reconocida por su participación en series de televisión como El Bronx, Diomedes y Pandillas, guerra y paz.

## Carrera
Vega nació en la ciudad de Montería. Desde su adolescencia, Vega se interesó por la actuación, vinculándose a obras de teatro locales. A mediados de la década de 1980 se trasladó a la ciudad de Medellín para formarse en arte dramático. Poco tiempo después se mudó a Bogotá para continuar sus estudios y dar inicio a su carrera. A mediados de la década de 1990 debutó en la televisión colombiana apareciendo en el seriado juvenil De pies a cabeza. A partir de entonces ha aparecido en una gran cantidad de producciones para televisión como actriz de reparto en su país, entre las que destacan Pandillas, guerra y paz, El Capo, Las detectivas y el Víctor, El Chivo, Diomedes y El Bronx.

## Filmografía destacada

### Televisión
- 1995 - De pies a cabeza
- 1998 - La madre
- 2004 - La mujer en el espejo
- 2004 - El vuelo de la cometa
- 2006 - Tu voz estéreo... Varios personajes
- 2009 - El capo... Carmen
- 2009 - Las detectivas y el Víctor... Matilde
- 2009 - Pandillas, guerra y paz... Doña Josefa
- 2010 - El cartel de los sapos
- 2011 - Infiltrados
- 2011 - A corazón abierto
- 2011 - Entérese
- 2011 - El Joe
- 2012 - ¿Dónde carajos está Umaña?
- 2012 - La mariposa
- 2012 - Casa de reinas
- 2013 - Allá te espero
- 2013 - Alias el Mexicano
- 2013 - El día de la suerte
- 2014 - Cumbia ninja... Encarnación
- 2014 - El Chivo... Alicia
- 2015 - Hermanos y hermanas
- 2015 - Diomedes, el Cacique de La Junta... Tita
- 2016 - La esquina del diablo
- 2016 - El sol sale para todos... Rosana
- 2016 - Todo es prestao... Natividad
- 2017 - El comandante
- 2017 - Nadie me quita lo bailao... Ramona
- 2018 - Bolívar
- 2019 - El Bronx... Esther
- 2019 - Martín Elías
- 2019 - Crónicas... Elizabeth
- 2020 - Comando Élite[3]
- 2020 - Los medallistas... Edelmira[4]

### Teatro
- El Padre Alegría, de Lucy Longas
- El Peregrino, de Alfredo González y Adriana Cuesta
- La Casa Incendiada, de Yolanda García
- José y María, de Jairo Torres
- Marat Sade, de Paco Barrera
- La Marquesa de Habsburgo, de Fanny Restrepo